# Testületi címerek
A testületi címerek közé tartozik minden olyan közös címer, amelyet nem családok, hanem közösségek, önkormányzatok 
használnak. Ilyenek a városi és falusi címerek, a megyecímerek stb. és tulajdonképpen az 
egyházi, az állam- és a céhcímerek 
is.   
Névváltozatok: kommunális heraldika, 

la: insignia societatis, insignia civitatum, fr: armes de communauté, de: Gemeindewappen 

Rövidítések

A városi címerek gyakran egyúttal kegyúri címerek is. A megyéknek eleinte nem volt címere, hanem többnyire a megyei főtisztviselők a saját pecsétjüket használták az okiratok megerősítésére. Egyes városok viszont már a 13. században 
is használtak saját pecsétet.